# جام جهانی راگبی اقیانوس آرام در سال ۲۰۲۴
الگو:Infobox rugby tournament
جام جهانی راگبی اقیانوس آرام در سال ۲۰۲۴ (انگلیسی: 2024 World Rugby Pacific Nations Cup)، هفدهمین مسابقات جام ملت‌های اقیانوس آرام (PNC) و اولین با طراحی قالب جدید بود. مشابه تورنمنت ۲۰۱۹، تیم‌های مشابه با یکدیگر با ساختار دور رفت یکسان بازی کردند، با این حال، برخلاف سال ۲۰۱۹، نسخه ۲۰۲۴ یک سری فینال پس از مرحله استخر (میزبانی در ژاپن) داشت تا قهرمان را تعیین کند.